# McQuesten House
McQuesten House ist eine Villa aus der Mitte des 19. Jahrhunderts in Hamilton in der kanadischen Provinz Ontario, die von seinem Namensgeber Dr. Calvin McQuesten im Jahr 1852 gekauft wurde und heute unter der Adresse 41 Jackson Street West, Hamilton, Ontario, L8P, Canada ihren Standort hat.

## Geschichte
Die Villa wurde am 17. Mai 1962 zum Kulturdenkmal der Stadt Hamilton in der Provinz Ontario, Kanada deklariert. Umgeben ist das Haus von einem großen, parkähnlichen Grundstück mit einem Garten, der von einer Steinmauer umgeben ist. Im Gebäude befindet sich heute ein Museum, das seit der Restaurierung in den Jahren 1968 bis 1971 besteht.
Erbaut von Richard O. Duggan im Jahr 1848, stellt das Gebäude ein Beispiel der Wohnsitzbauweise der Mitte des 19. Jahrhunderts in Ontario dar. Dieses Gebäude entspricht aufgrund seiner Charakteristik und seiner Größe dem Format der großen Wohngebäude, die zu dieser Zeit erbaut wurden.
Die Villa wurde 1852 von Calvin McQuesten gekauft und blieb bis zur Schenkung an die Stadt Hamilton 1959 im Eigentum der Familie McQuesten. Unter dem bekannten Kabinetts-Minister von Ontario, Thomas McQuesten wurden Modifizierungen am Gebäude vorgenommen und die Grundstücksgröße wurde verkleinert. Die Gartenanlage wurde zu dieser Zeit neu eingerichtet vom Gartenbauunternehmen von Dunnington-Grub.

## Besondere Ausstattung
Das hervorstehende Gebäude fußt auf einer erhöht gelegenen Terrasse auf dem Grundstück. Das Grundstück wird von allen Seiten von einer niedrigen Steinmauer begrenzt, wobei im Osten die Mauer im Original vorhanden ist. Mehrere Rundwege existieren über das Grundstück, im Besonderen der Weg über die Terrasse um das Gebäude zu den historischen Eingängen von der MacNab- und Jackson Street.
Es verkörpert eine typische architektonische Ausstattung aus der Mitte des 19. Jahrhunderts, mit rechteckigem, zweigeschossigem Gebäude und einem niedrigen Dach. Das Gebäude hat eine symmetrisch angeordnete Fassade mit großen Schiebefenstern (heute mit Thermo-Verglasung) und einer zentralen Eingangstür mit einem darüberliegenden Fenster im palladianischen Stil. Die Außenwände im Norden und Osten bestehen aus Kalkstein, wobei die anderen Außenwände aus verschiedenen Bruchsteinen erbaut sind.
Die Innenausstattung besteht aus dem großen, zentral angelegten Treppenhaus mit Wandnischen, Stuckleisten, vertäfelten Türen, diversen originalen Wand- und Bodenbelägen, Schnitzereien, Jalousien und anderen historischen Bauteilen.
Bemerkenswert ist, dass der Garten und die aus dem Jahr 1848 stammende Garteneinteilung mit den Gartenrundwegen und der historischen Bepflanzung mit Bäumen und Blumen erhalten geblieben sind. Auffällig ist das herzförmig angelegte Blumenbeet auf der Vorderseite der Residenz.